# Spárkatá zvěř

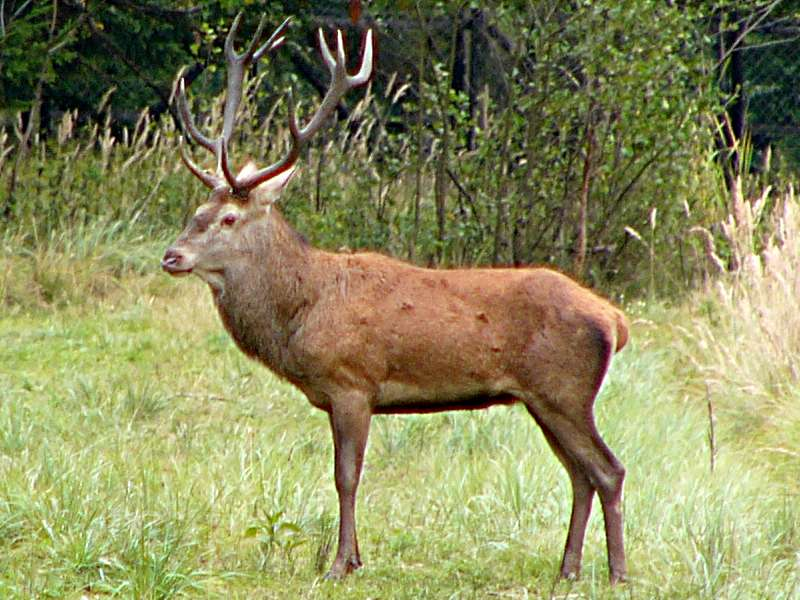
Jelen evropský – spárkatá zvěř

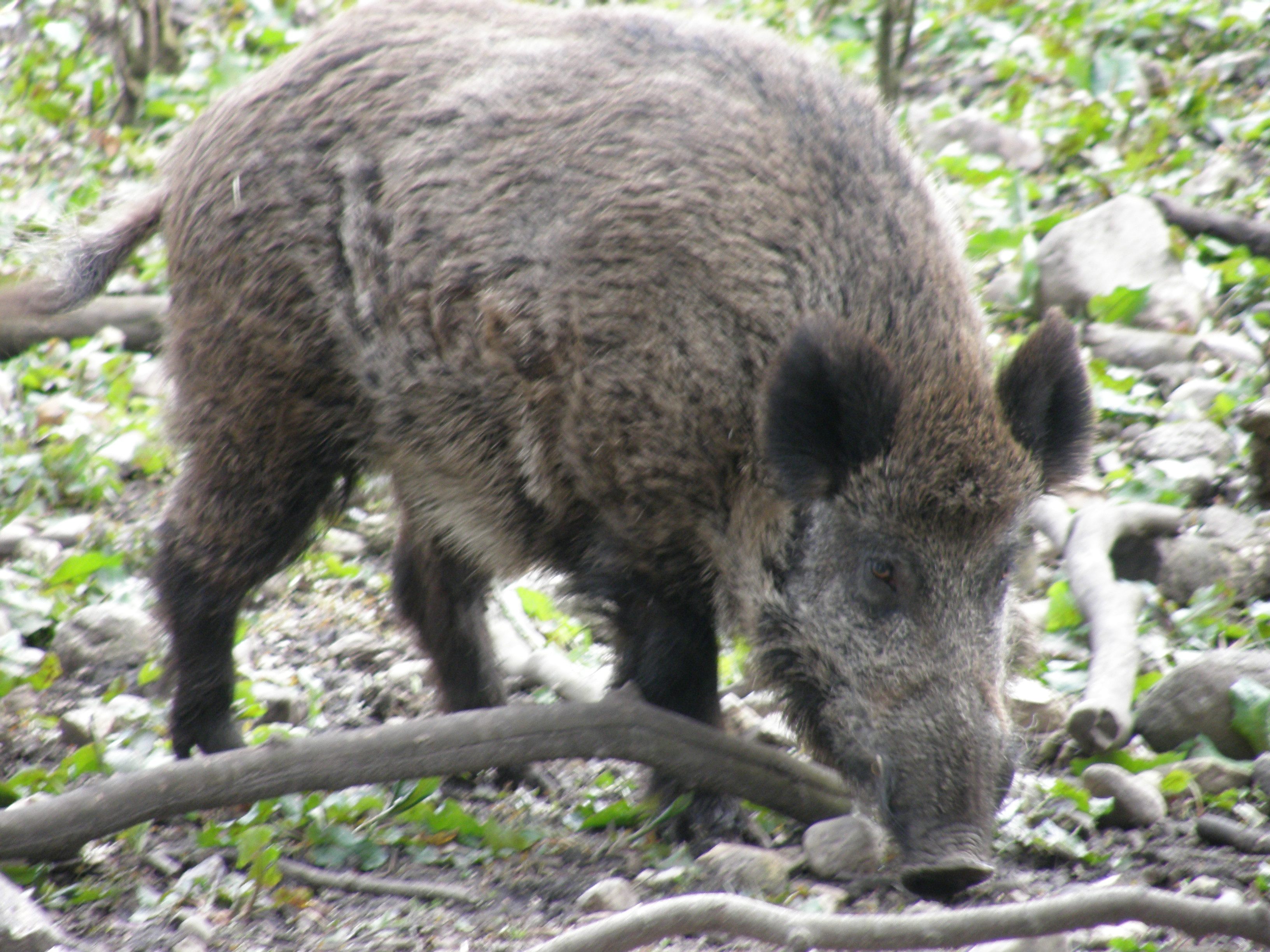
Prase divoké – spárkatá zvěř

Spárkatá zvěř je označení pro větší nekožešinovou srstnatou zvěř, tedy lovné přežvýkavce z řádu sudokopytníků a pro prase divoké. Pojmenování je odvozeno od spárku, což je myslivecké označení pro pazneht těchto zvířat.
Hlavním produktem, který poskytuje tato zvěř, je zvěřina, u samců trofeje (rohy, parohy, kelce), případně kůže. 

## Spárkatá zvěř žijící v Česku
V Česku žijí tyto druhy spárkaté zvěře:

### Parohatá
- jelen lesní
- daněk evropský
- jelen sika
  - jelen sika japonský
  - jelen sika Dybowského
- jelenec běloocasý
- los evropský (v ČR není lovnou zvěří)
- srnec obecný

### Rohatá
- muflon
- kamzík horský
- koza bezoárová

### Černá
- prase divoké

## Doby lovu spárkaté zvěře
Podle vyhlášky č. 245/2002 Sb. Ministerstva zemědělství o době lovu jednotlivých druhů zvěře jsou stanoveny tyto doby, kdy lze jednotlivé druhy spárkaté zvěře lovit:
- 1. 8. – 15. 1.	jelen, laň a kolouch jelena lesního
- 16. 8. – 31. 12.	daněk evropský, daněla, daňče
- 16. 8. – 31. 12.	jelen, laň a kolouch jelena siky Dybovského
- 1. 8. – 15. 1.	jelen, laň a kolouch jelena siky japonského
- 1. 9. – 31. 12.	jelen, laň a kolouch jelence běloocasého
- 1. 5. – 30. 9.	srnec obecný
- 1. 9. – 31. 12.	srna, srnče
- 1. 8. – 31. 12.	muflon, muflonka, muflonče
- 1. 10. – 30. 11.	kamzík horský, kamzice, kamzíče
- 1. 9. – 31. 12.	kozel, koza a kůzle kozy bezoárové
- 1. 1. – 31. 12.	prase divoké